# Mouna Noureddine
Mouna Noureddine (arabe : منى نور الدين), de son vrai nom Saâdia Oueslati, née le 23 janvier 1939 à Tunis, est une actrice tunisienne.
Le pseudonyme de Mouna Noureddine lui a été proposée par Mohamed Hédi Mernissi, un homme de théâtre de la ville de Bizerte.

## Biographie

### Jeunesse
Elle entre à l'école primaire des jeunes filles musulmanes de Hammam Lif. Durant cette période, elle joue comme figurante dans une troupe théâtrale locale, Ennahdha ettamthilia, mais sans aucun penchant artistique particulier. Elle obtient son certificat de fin d'études en 1952 puis intègre l'école des institutrices de Tunis pendant deux ans.
Au bout de son cursus, elle est incitée à la quitter pour l'école de théâtre arabe de Tunis ; elle intègre ainsi le monde du théâtre à la suite de louanges transmises par son professeur à l'une de ses collègues de l'École normale, Naïma-Mahdaoui, qui participe à des pièces de théâtre. À l'âge de quinze ans, encore élève, elle rencontre lors des répétitions du Marchand de Venise de William Shakespeare le jeune comédien Noureddine Kasbaoui qu'elle épousera – ils seront compagnons de route, aussi bien dans le théâtre que dans la vie. En 1954, elle travaille dans la troupe municipale de théâtre arabe dirigé par l'Égyptien Zéki Touleïmat. L'année suivante, Mohamed Agrebi la recrute pour la troupe de la municipalité de Tunis qu'il dirige. Par la suite, elle jouera la plupart des premiers rôles de ses pièces. Dans la foulée de ce succès précoce, elle obtient un diplôme d'art dramatique. En 1957, elle passe avec succès le concours de recrutement la troupe de comédiens professionnels de la ville de Tunis. Mouna Noureddine est aussi à son aise sur les planches que devant les caméras, interprétant des textes en dialecte tunisien comme en arabe littéral ainsi qu'en français.

### Carrière: théâtre, cinéma et télévision
La comédienne a joué dans environ 150 pièces de théâtre dont une partie placée sous la direction d'Aly Ben Ayed :
- Abderrahmane Ennaceur
- Ahl el berak
- Ahl el kahf
- Al Hallaj
- Antigone
- Atchane ya sabaya
- Beït Bernard alba
- Caligula
- Elloghz
- Ghira Tedhraf échira
- Hamlet
- Le Maréchal
- Les Troyennes
- Leïla men elf lila
- Mejnoun Leïla
- Mourad III
- Ors eddam
- Sakr Kouraïch
- Yerma

Au cinéma, elle joue dans un grand nombre de films tunisiens dont Khlifa le teigneux, Sejnane, Fatma 75, Aziza, Et demain... ?, L'Homme de cendres ou La Saison des hommes. Chacune de ses interprétations, aussi bien en Tunisie qu'au Maghreb et en Europe, lui vaut la consécration, les éloges de la critique et l'appréciation du public. Elle joue dans la troupe de la ville de Tunis au Théâtre de la Ville, au Théâtre Récamier, au Théâtre de l'Odéon, au Festival Beethoven (en), en Iran ou encore en Égypte.
À la télévision, elle a participé à plusieurs séries télévisées dont El Khottab Al Bab, Mnamet Aroussia, Choufli Hal et Nsibti Laaziza, toutes l'œuvre de Slaheddine Essid.
Après un demi-siècle d'activités, en parallèle à son statut de directrice de la troupe de la ville de Tunis depuis 2002 — une première depuis la création de cette compagnie —, elle continue à jouer dans des productions tunisiennes et internationales.

### Récompenses
Pour l'ensemble de sa carrière, elle obtient en 1985 le prix d'honneur du ministère de la Culture. Elle est également honorée à plusieurs reprises dans de nombreux festivals de théâtre en Tunisie et à l'étranger.

### Décorations
- Commandeur de l'Ordre de la République tunisienne (2006)[2] ;
- Grand officier de l'Ordre tunisien du Mérite (2001)[3].

## Filmographie

### Cinéma

#### Longs métrages
- 1958 : Goha de Jacques Baratier
- 1969 : Khlifa le teigneux de Hamouda Ben Halima
- 1971 : Et demain... ? de Brahim Babaï
- 1972 : Au pays du Tararanni de Hamouda Ben Halima, Hédi Ben Khalifa et Férid Boughedir
- 1974 : Sejnane d'Abdellatif Ben Ammar
- 1975 :
  - Fatma 75 de Salma Baccar
  - Ragol Bima'n Al-Kalima de Nader Galal (en)
- 1976 : Echebka, Rayha Wayn de Ghouti Bendeddouche
- 1980 : Aziza d'Abdellatif Ben Ammar
- 1982 :
  - L'Ombre de la terre de Taïeb Louhichi
  - La Ballade de Mamelouk d'Abdelhafidh Bouassida : Fatma
  - Maazoufet El Matar d'Abdellah Rezzoug (en)
- 1986 :
  - L'Homme de cendres de Nouri Bouzid : Nefissa
  - Sabra Walwuhush de Habib Mselmani
- 1988 : La Trace (ar) de Néjia Ben Mabrouk
- 1989 :
  - La Barbare de Mireille Darc
  - Layla, ma raison (ar) de Taïeb Louhichi
- 1990 : Cœur nomade de Fitouri Belhiba
- 1992 :
  - Le Sultan de la médina de Moncef Dhouib
  - Les Zazous de la vague de Mohamed Ali Okbi
- 1994 : Le Vent des destins d'Ahmed Djemai
- 1996 :
  - Un été à La Goulette de Férid Boughedir
  - Miel et Cendres de Nadia Fares Anliker
- 1997 : Keswa, le fil perdu (ht) de Kalthoum Bornaz : la mère
- 2000 : La Saison des hommes de Moufida Tlatli : la matriarche
- 2015 : Les Frontières du ciel (ar) de Farès Naânaâ
- 2018 : Regarde-moi de Nejib Belkadhi
- 2024 : Bolice, le film de Majdi Smiri

#### Courts métrages
- 1973 : Azziara (La Visite) de Hédi Ben Khalifa
- 2010 : La Vague de Mohamed Ben Attia

### Télévision

#### Séries tunisiennes
- 1988 : Inspectez avec nous d'Abderrazak Hammami (épisode de L'éclipse de la Terre) : Aziza
- 1992 : Liyam Kif Errih de Slaheddine Essid : Jalila
- 1994 :
  - Ghada de Khaled Mansour, Habib Jomni et Nabil Bessaïda (invitée d'honneur)
  - Amwej de Slaheddine Essid : Fatma
- 1995 :
  - Habbouni wedalalt de Slaheddine Essid : Habiba
  - Jours normaux de Habib Mselmani : Wahida
- 1995 et 2000 : Edhak Ledonia d'Abderrazak Hammami : Hayet
- 1996-1997 : El Khottab Al Bab de Slaheddine Essid, Ali Louati et Moncef Baldi : Mannana Tammar
- 1997 :
  - Bab El Khokha d'Abdeljabbar Bhouri et Nabil Bessaïda : Douja
  - Tej min chouk de Chawki Mejri et Rached Koukech : la reine mère (invitée d'honneur)
- 1999 : Anbar Ellil de Habib Mselmani et Ahmed Rjeb : Mannoubiya
- 2000 :
  - Miel et le laurier-rose d'Ibrahim Letaïef : Aroussia
  - Mnamet Aroussia de Slaheddine Essid : Aroussia Hannafi
- 2002 : Gamret Sidi Mahrous de Slaheddine Essid : Mamiya
- 2003 : Khota Fawka Assahab d'Abdellatif Ben Ammar et Mohamed Mongi Ben Tara : Khadija
- 2005 : Chara Al Hobb de Hamadi Arafa : Sallouha
- 2005-2009 : Choufli Hal de Slaheddine Essid et Abdelkader Jerbi : Fadhila
- 2010-2018 : Nsibti Laaziza de Slaheddine Essid et Younes Ferhi : Fatma alias Ftaïma
- 2012 : Dar Louzir de Slaheddine Essid : Frida Karamosli
- 2015 : Lilet Chak de Majdi Smiri et Jamil Najjar : Fatma alias Fattoum
- 2019 : Dar Nana de Mohamed Ali Mihoub et Younes Ferhi : Jawida
- 2022 :
  - Harga (ar) (saison 2) de Lassaad Oueslati et Jouda Méjri : Zina
  - Hab Mlouk de Nasreddine Shili : Frida
- 2025 : El Fetna  de Saoussen Jemni : Douja Sallemi

#### Séries étrangères
- 1981 : Arcole ou la terre promise de Marcel Moussy
- 1999 : Il commissario Montalbano (épisode Il ladro di merendine) d'Andrea Camilleri : Aisha

#### Téléfilms
- 1987 : Un bambino di nome Gesù de Franco Rossi
- 1990 : La Goutte d'or de Marcel Bluwal
- 1993 : Les Yeux de Cécile de Jean-Pierre Denis
- 1994 : Tödliche Dienstreise de Driss Chraïbi et Ray Müller
- 1995 : Le Mouton noir de Francis de Gueltzl, avec Hend Sabri
- 2009 : Choufli Hal d'Abdelkader Jerbi

#### Vidéos
- 2018 : spot publicitaire pour la marque de concentré de tomates tunisienne Abida

## Théâtre
- 1954 : Mille et une nuits d'Abderrazak Hammami et Abdelmajid Lakhal, écrite par Mahfoudh Abderrahman et adapté au théâtre par Noureddine Kasbaoui
- 1956 :
  - Le Marchand de Venise de Zaki Toulimat, écrite par William Shakespeare
  - La Jalousie vous rend fou de Zaki Toulimat, écrite par Hédi Abidi
- 1959 : Hamlet d'Aly Ben Ayed et Abdelmajid Lakhal, écrite par William Shakespeare
- 1960 : Majnoun et Leila de Hassan Zmerli
- 1964 : Gens de la caverne (ar) d'Aly Ben Ayed, écrite par Tawfiq al-Hakim
- 1966 : Mourad III d'Aly Ben Ayed, écrite par Tawfiq al-Hakim
- 1967-1986 : Le Maréchal d'Abderrazak Hammami et Aly Ben Ayed, écrite par Noureddine Kasbaoui : la maréchale Douja
- 1975 : Atshan Ya Sabaya de Moncef Souissi, écrite par Samir Ayadi
- 1988 : Dam El Farh d'Abdelaziz Meherzi
- 2005-2006 : Le Maréchal (deuxième version)
- 2015 : Dhalamouni Habaybi d'Abdelaziz Meherzi
- Abd al-Rahman III d'Abdelaziz Agrebi
- Bayt Birnard Alba d'Aly Ben Ayed, écrite par Federico García Lorca
- Klaa Maber d'Abderrazak Hammami
- Hâllaj de Moncef Souissi et Saïd Slimane, écrite par Ezzedine Madani